# 隆贾诺
隆贾诺是意大利艾米利亚-罗马涅大区弗利-切塞纳省的一个镇，面积23.6平方公里，人口6,042人（2004年）。